# Cabanes (Catalogne)
Pour les articles homonymes, voir Cabanes.
Cabanes est une commune d'Espagne dans la communauté autonome de Catalogne, province de Gérone, de la comarque d'Alt Empordà.

## Culture locale et patrimoine

### Monuments et lieux touristiques
- L'église paroissiale de Saint-Vincent.

### Personnalités liées à la commune
- Guinidilde d'Empúries (?-900), épouse de Guifred le Velu, morte à Cabanes.